# Morschreuth
Morschreuth ist ein Gemeindeteil des Marktes Gößweinstein im Landkreis Forchheim (Oberfranken, Bayern). Morschreuth liegt in der Fränkischen Schweiz. Mit ca. 300 Einwohnern zählt es zu den größten Gemeindeteilen der Gemeinde. Direkt neben dem Dorf, aber nicht auf dem Gemeindegebiet, befindet sich der 575 Meter hohe Röthelfels.

## Geschichte
Morschreuth muss im Jahr 930 bereits bestanden haben, weil aus diesem Jahr der althochdeutsche Name „Mosrod“ für Morschreuth überliefert ist. Dieser Name gibt Aufschluss über die Bodenform zu der damaligen Zeit. Die beiden Namensteile mos für Moor oder Sumpf und rod für roden ergeben zusammen den Begriff Rodung im Moor. Das Wasser des morastigen Geländes soll später durch Erdeinbrüche versiegt sein, wovon zahlreiche Dolinen zeugen, und das Gebiet um Morschreuth trockengelegt haben. Das dadurch gewonnene Ackerland blieb jedoch karg.
Morschreuth gehörte ursprünglich zur katholischen Pfarrei Pretzfeld und später zu Wichsenstein. Während der Reformbewegung gelangte Morschreuth am 15. Juli 1615 durch Kauf in den Besitz der lutherischen Ritter Stiebar von Pretzfeld und wurde evangelisch. Da sich der Bischof von Bamberg aber damit nicht abfinden wollte, wurde 1622 der Prädikant Johannes Müller auf Befehl des Bischofs mit Gewalt aus dem Nachbarort Moggast vertrieben. Weil sich ein Teil der Gemeindemitglieder hartnäckig weigerte, wieder katholisch zu werden, schreckten die Verantwortlichen auch nicht vor Gewaltanwendung zurück.
Bis 1936 und ab 1945 war Morschreuth eine Gemeinde mit eigenem Bürgermeister. Im Zuge der Gebietsreform wurde Morschreuth am 1. Mai 1978 in den Markt Gößweinstein eingegliedert.

## Hagelfeiertag
Der Hagelfeiertag geht zurück auf die Zeit um das Jahr 1840. Damals wurde am Donnerstag nach Fronleichnam bei einem großen Unwetter mit Hagelschlag die Getreideernte vernichtet. Die Gemeinde legte ein Gelübde ab, jedes Jahr an diesem Tag einen Buß- und Sühnetag mit einer Prozession nach Moggast abzuhalten. Als nach einigen Jahrzehnten dieser Brauch zum ersten Mal vernachlässigt wurde, soll sich noch am selben Tag ein noch stärkeres Unwetter ereignet haben. Seitdem ist wieder jedes Jahr Sühnetag mit Prozession und Feldfrüchteandacht an den von Dorfbewohnern reich geschmückten Altären.

## Vereine
Die zahlreichen aktiven Vereine bereichern mit ihren Veranstaltungen das Dorfleben.